# دیوردی پیلر
دیوردی پیلر (مجاری: Piller György; زاده ۱۹ ژوئن ۱۸۹۹ – درگذشته ۶ سپتامبر ۱۹۶۰) شمشیرباز اهل مجارستان بود.
وی در مسابقات کشوری و بین‌المللی در مجموع برندهٔ ۲ مدال طلا شده‌است.